# RogerEbert.com
RogerEbert.com es un sitio web de reseñas cinematográficas estadounidense que archiva reseñas escritas por el crítico de cine Roger Ebert para el Chicago Sun-Times y también comparte reseñas y ensayos de otros críticos. El sitio web, suscrito por el Chicago Sun-Times, se lanzó en 2002. Ebert seleccionó a escritores de todo el mundo para contribuir con el sitio web. Después de la muerte de Ebert en 2013, el sitio web se relanzó bajo Ebert Digital, una sociedad fundada entre Ebert, su esposa Chaz y su amigo Josh Golden.

## Antecedentes
Dos meses después de la muerte de Ebert, Chaz Ebert contrató al crítico de cine y televisión Matt Zoller Seitz como editor en jefe del sitio web porque su blog PressPlay de IndieWire compartía múltiples colaboradores con RogerEbert.com y porque ambos sitios web promocionaban el contenido del otro.
Noel Murray de The Dissolve describió la colección de reseñas de Ebert del sitio web como «un recurso invaluable, tanto para obtener una perspectiva de primera línea sobre películas antiguas como para tener una mejor idea de quién era Ebert». Murray dijo que el sitio web incluía reseñas que Ebert rara vez discutía en una conversación, como las de Chelsea Girls (1966) y Good Times (1967), escritas cuando Ebert tenía veinte años. R. Kurt Osenlund de Slant Magazine dijo en 2013 que otros colaboradores (incluidos Seitz, Sheila O'Malley y Odie Henderson) tenían «mucha narrativa en primera persona» en su trabajo como lo hizo Ebert, y agregó, «pero hay otros colaboradores, como Ignatiy Vishnevetsky, que no hacen mucho de eso. La diversidad general hace que el sitio sea una especie de colectivo de artistas».
RogerEbert.com ha organizado habitualmente una «Semana de la mujer escritora» en honor al Mes de la historia de la mujer, presentando contenido de colaboradoras femeninas durante toda la semana. Después de las elecciones presidenciales de Estados Unidos de 2016, The New York Observer describió la «Semana de la mujer escritora» en 2017 como «abiertamente política gracias al presidente Donald Trump». Chaz Ebert dijo que la Marcha de las Mujeres de 2017 ayudó a motivar a las colaboradoras a contribuir con su perspectiva al cine y la política.